# Brun sovs

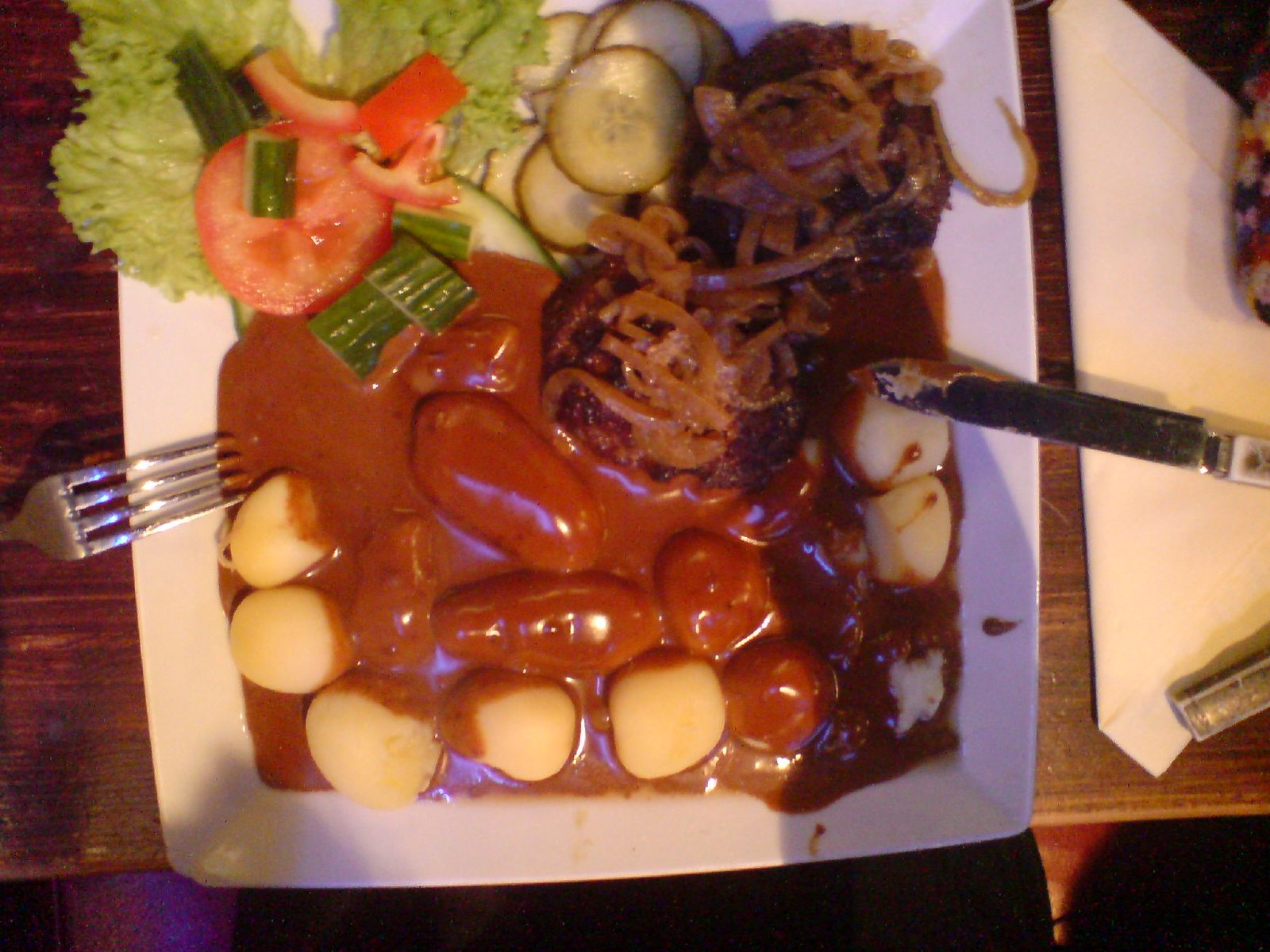
Brun sovs com batatas, carne e salada

Brun sovs (por vezes também grafado brunsovs) é um molho típico da culinária da Dinamarca.
O seu nome significa em língua dinamarquesa molho castanho, refletindo a sua cor.
Pode ser preparado com manteiga, água, sal, pimenta, farinha, natas, corante, leite e caldo de carne de suíno, de bovino ou até mesmo de ganso.
É utilizado como acompanhamento de pratos de carne, tais como hakkebøf ou gåse steg.